# Чхув
Чхів або Чхув (пол. Czchów, Чхув) — місто в південній Польщі, на річці Дунаєць.
Належить до Бжеського повіту Малопольського воєводства. У місті є руїни середньовічного замку.

## Географія
У місті потік Зільня впадає у річку Дунаєць.

## Демографія
Демографічна структура станом на 31 березня 2011 року:
|          | Загалом | Допрацездатний вік | Працездатний вік | Постпрацездатний вік |
| -------- | ------- | ------------------ | ---------------- | -------------------- |
| Чоловіки | 1164    | 265                | 762              | 137                  |
| Жінки    | 1197    | 259                | 686              | 252                  |
| Разом    | 2361    | 524                | 1448             | 389                  |